# Шантії (замок)
За́мок Шантії́ (фр. Château de Chantilly) — замок у Франції, одна з найвизначніших пам'яток історії та архітектури. Розташований в долині річки Нонет, прито́ці Уази, в комуні Шантії, департамент Уаза. До Французької революції належав родинам Монморансі та Конде.
Замок складається з двох поєднаних будівель: Малого замку (фр. Petit Château), зведеного близько 1560 року Анном де Монморансі та Великого замку (фр. Grand Château), зруйнованого під час Французької революції та відбудованого у 1870-х роках.

## Історія
У X—XIV століттях землі навколо майбутнього замку належали сеньйору на ім'я Сенлі (можливо, назва маєтку походить від латинського варіанту його імені — Santilius). Він, за традицією, звів тут замок, який був зруйнований під час Жакерії. Наступним власником Шантії стає П'єр д'Оржемон, який між 1386 та 1394 роками будує тут трикутний середньовічний замок, від якого збереглися лише залишки веж та замковий рів. У 1484 році П'єр д'Оржемон заповідає маєток своєму небожу, Гіллему де Монморансі, який, у свою чергу заповів його своєму сину Анну де Монморансі. Останній був конетаблем Франції, але якось потрапив у немилість короля Франциска I і був змушений поїхати у свій маєток Шантії. У 1528—1531 роках де Монморансі будує в маєтку новий замок (на його місці зараз розташований Великий замок) за проєктом архітектора П'єра Камбіжа (фр. Pierre Chambiges). Пізніше, за проєктом, ймовірно, Жана Бюллана (Jean Bullant), Монморансі зводить і Малий замок. Для оформлення маєтку Анн де Монморансі скликає видатних діячів мистецтва тієї епохи — Бернара Паліссі, Франсуа Клуе, Леонара Лімузена, Жана Гужона. У замку з'являються дорогі меблі, гобелени, книги, картини, витвори мистецтва. Онук Анна, Анрі де Монморансі, влаштував навколо замку парк. Сюди часто приїздив на полювання король Людовик XIII.

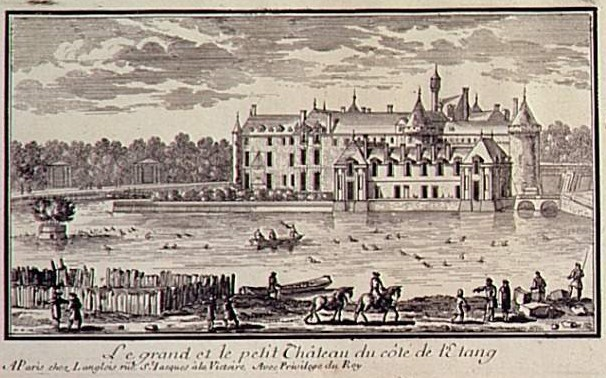
Замок Шантії часів Монморансі

У 1632 році Анрі де Монморансі, за участь у заколоті проти кардинала Рішельє, був страчений, а маєток Шантії перейшов до його сестри, Шарлотти Маргарити де Монморансі, одруженої з Генріхом II Конде де Бурбоном, а від неї — до її сина, принца Людовика II Бурбон-Конде, так званого Великого Конде. Анрі де Монморансі був останнім представником роду Монморансі-Шантії, а рід Конде володів Шантії до 1804 року.
Принц Конде наймає архітектора Нотра, який проєктує новий парк, проводить від ріки канали, що оточують замок великим рукотворним озером, змінює вхід до замку, створюючи панорамну перспективу. Конде робить замок Шантії місцем проведення своїх пишних бенкетів і святкувань, влаштовує тут літературний салон. У 1671 році Шантії відвідує король Людовик XIV.

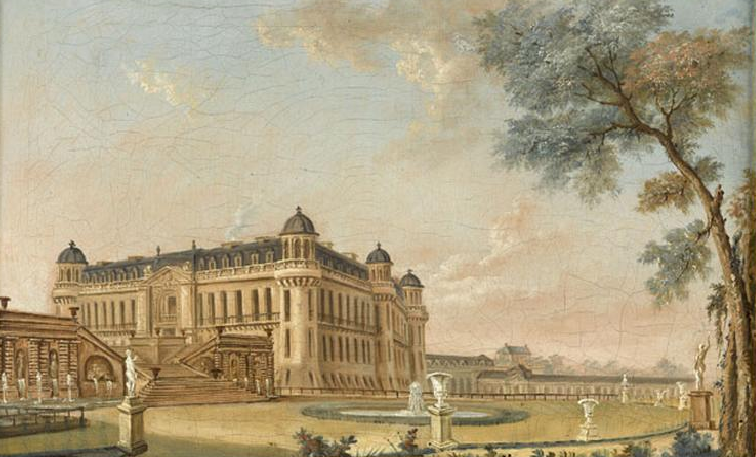
Шантії близько 1775 року

Син Великого Конде, Генріх III Бурбон-Конде, завершує будівництво маєтку за допомогою архітектора Жюля Ардуена Мансара, а, в свою чергу, його син завершує оформлення внутрішніх покоїв, а також будує іподром і великі стайні.
Під час Великої французької революції, принц Конде, противник республіки, втік за кордон, його маєток Шантії був пограбований, а Великий замок зруйнований. Тоді ж з замку були викрадені картини, а колекція порцеляни по-варварському знищена. У 1830 році останній з Конде, не маючи нащадків (його син, герцог Енгієнський, був розстріляний солдатами Наполеона Бонапарта у 1804 році) заповів замок Генріху Орлеанському, герцогу Омальському, п'ятому сину Луї-Філіпа. Між 1853 та 1872 роками Шантії був конфіскований, деякий час ним володів англійський банк Coutts. У середині 1870-х маєток повернувся у власність до герцогів Омальських, і Генріх в 1875—1881 році повністю перебудував Шантії, зокрема, у 1876—1880 роках відновив на місці втраченого Великого замку так званий Новий Замок (Шато д'Ангієн).
У 1884 році Генріх Орлеанський подарував Шантії, разом із бібліотекою та картинною галереєю, державі, а саме Французькому інституту.
Протягом Першої світової війни у Шантії мешкав маршал Жозеф Жоффр.

### Власники замку
У замку Шантії народилися Анн I де Монморансі (15 березня 1493 року), Анрі I де Монморансі (15 червня 1534 року), Анрі II де Монморансі (30 квітня 1595 року), Шарлотта Маргарита де Монморансі (11 травня 1594 року), Луїза-Аделаїда де Бурбон (5 жовтня 1757 року), Луї-Антуан де Бурбон-Конде (2 серпня 1772 року).

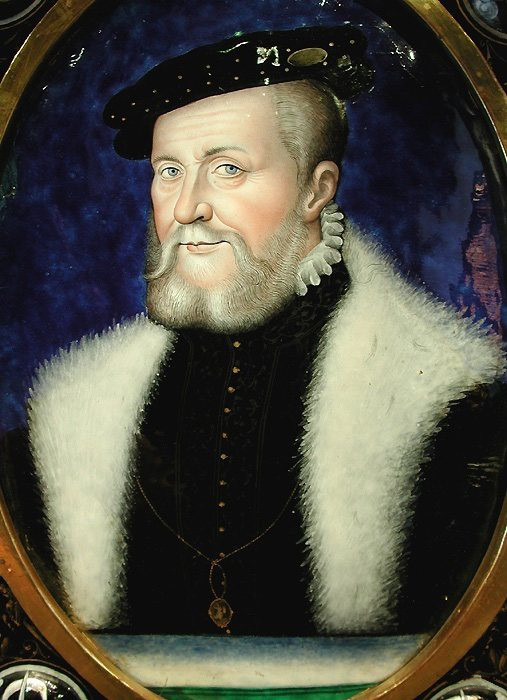
Анн I де Монморансі
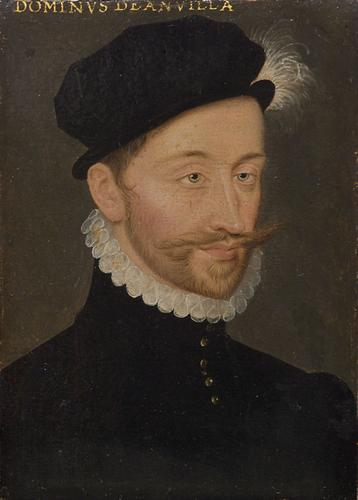
Анрі I де Монморансі
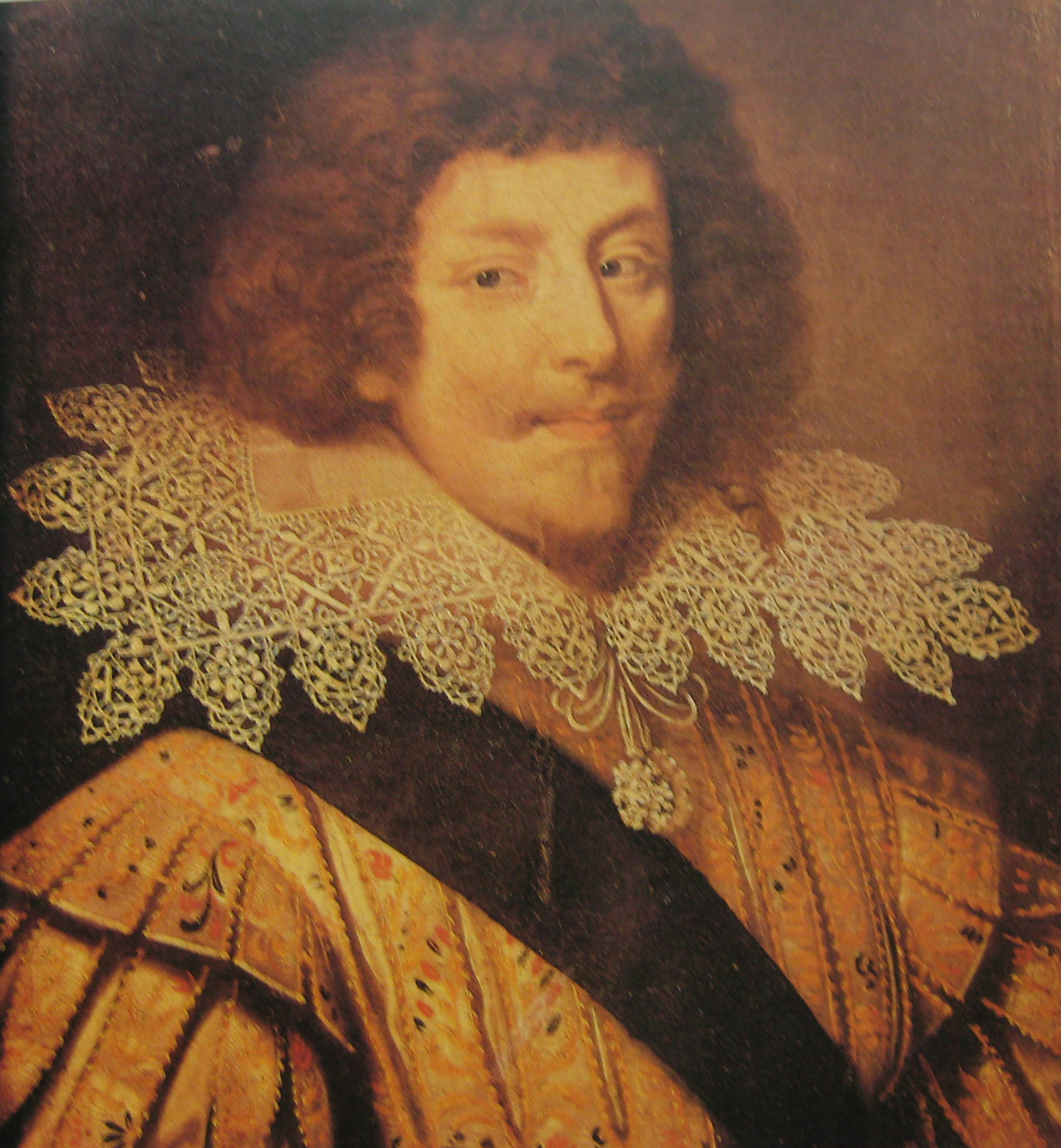
Анрі II де Монморансі
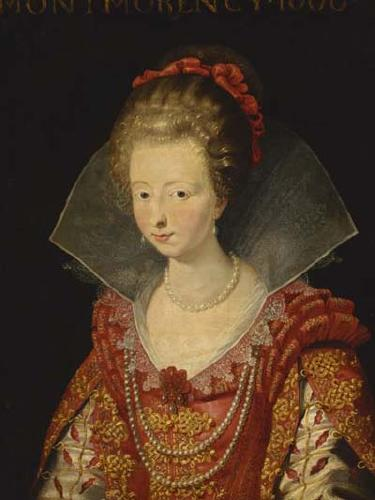
Шарлотта Маргарита де Монморансі, принцеса Конде
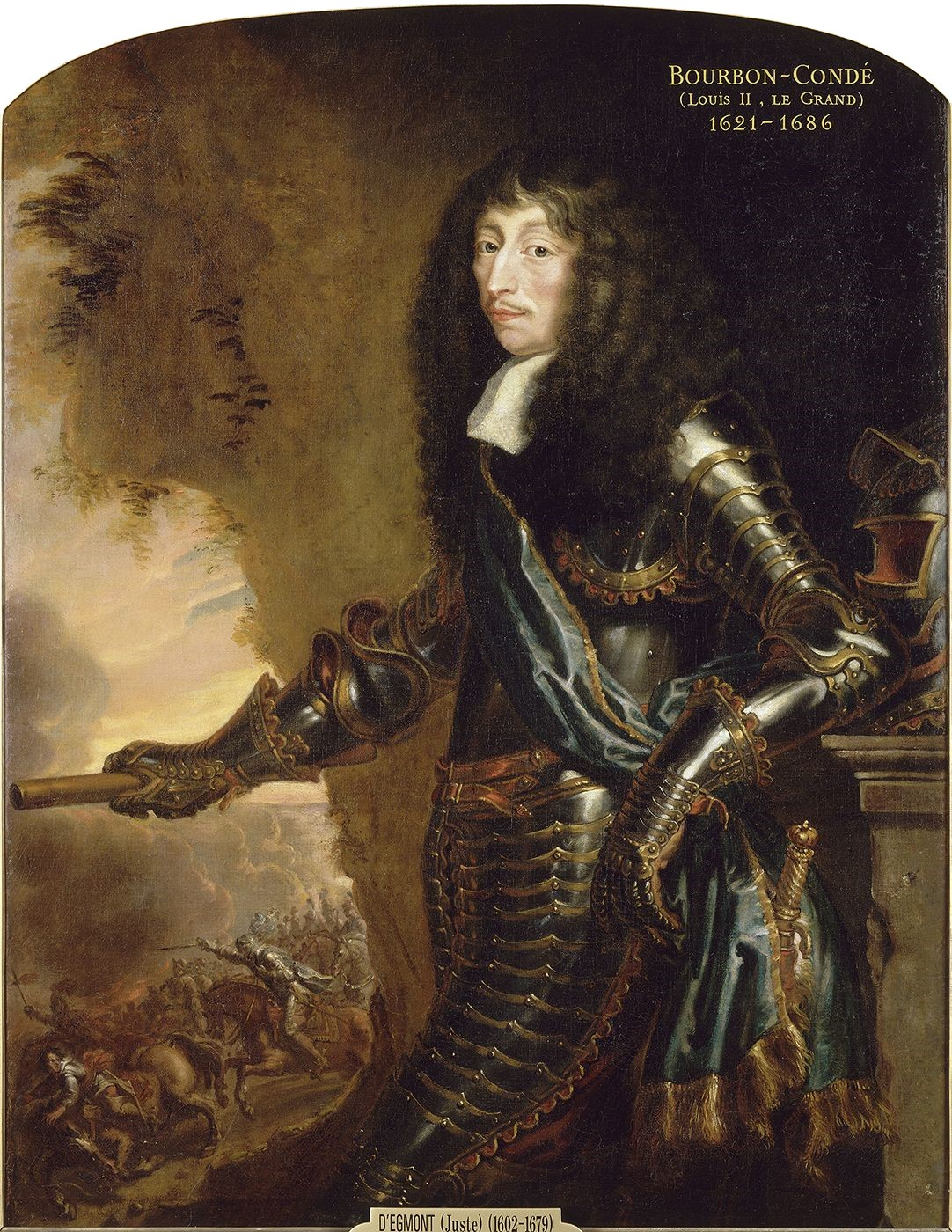
Принц Конде
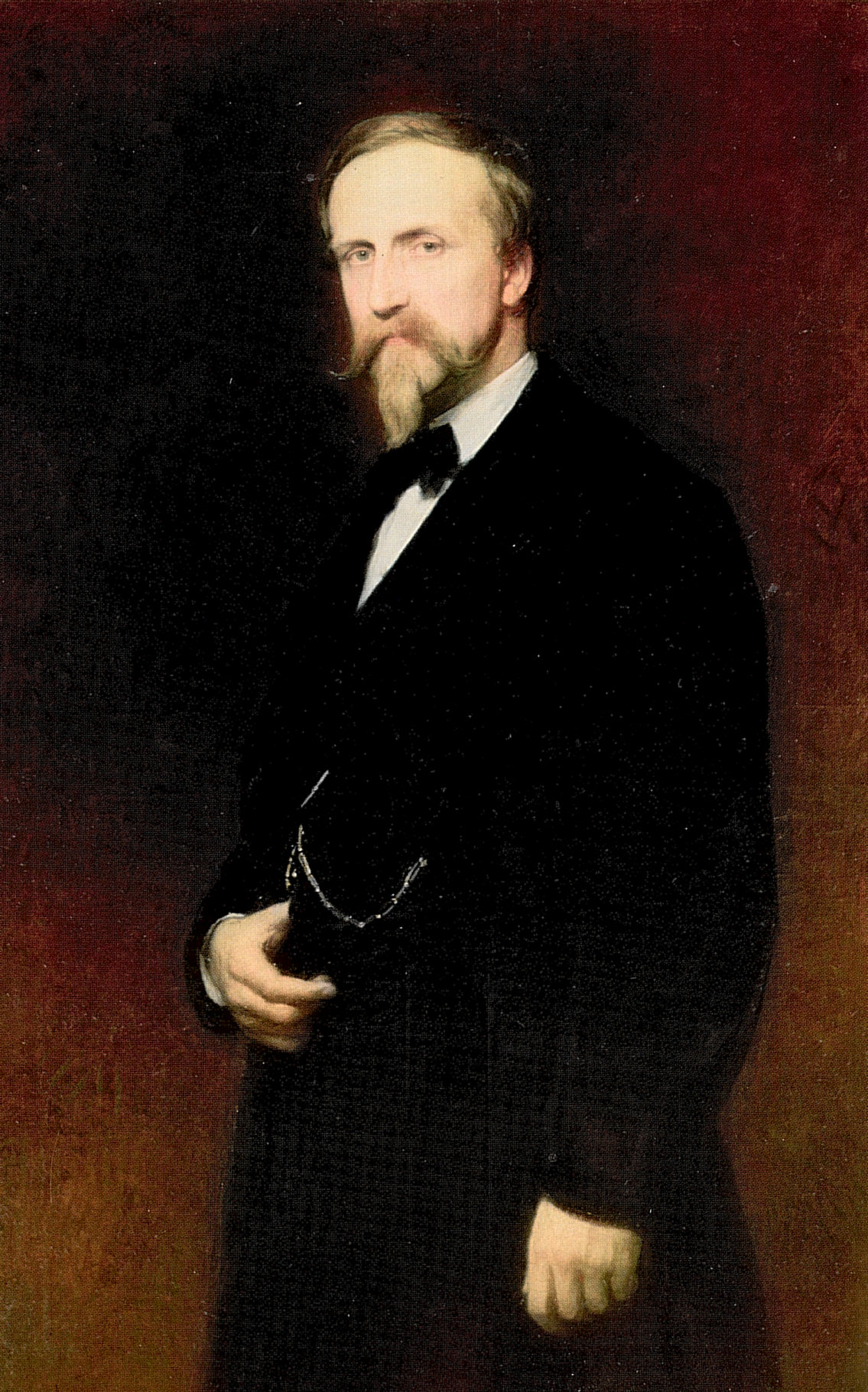
Генріх Орлеанський, герцог Омальський

## Архітектура
Маєток Шантії складається з кількох будівель, оточених парком. Найстарішою є так званий Малий замок, зведений у XVI столітті архітектором Жаном Бюлланом. Новий замок зведений у 1876—1880 році архітектором Оноре Дом'є в модному в ті часи еклектичному стилі боз-ар.
У 1894 році на території маєтку встановлено кінну статую на честь конетабля Анна де Монморансі.
Парк навколо замку був закладений ландшафтним архітектором Андре Ленотром у бароковому стилі. Пізніше в парку з'явилися каскадні фонтани, павільйони, а за часів Марії-Антуанетти — кілька будівель-фоллі, що формують так званий «Хутір Шантії».
Також на території маєтку розташовані іподром та Великі стайні, зведені у 1719 році архітектором Жаном Обером. У стайнях діє Музей коня.

### Інтер'єри

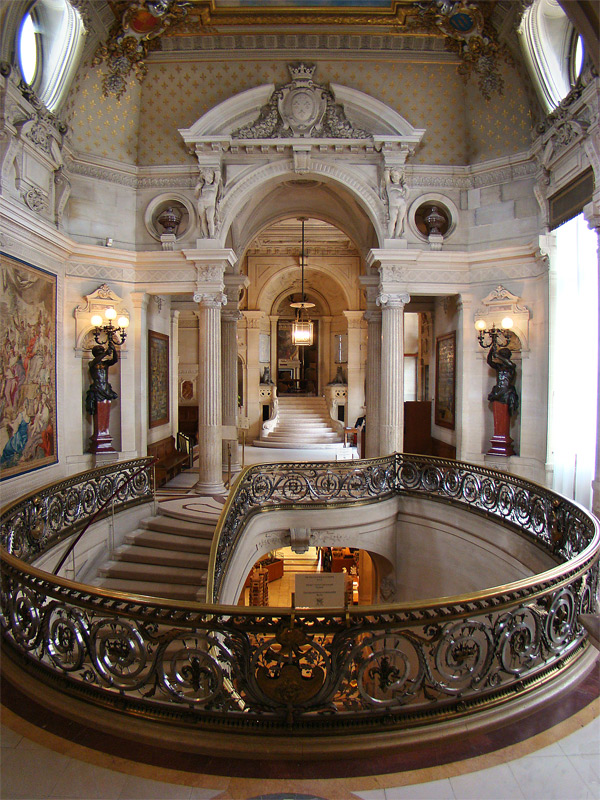
Парадні сходи
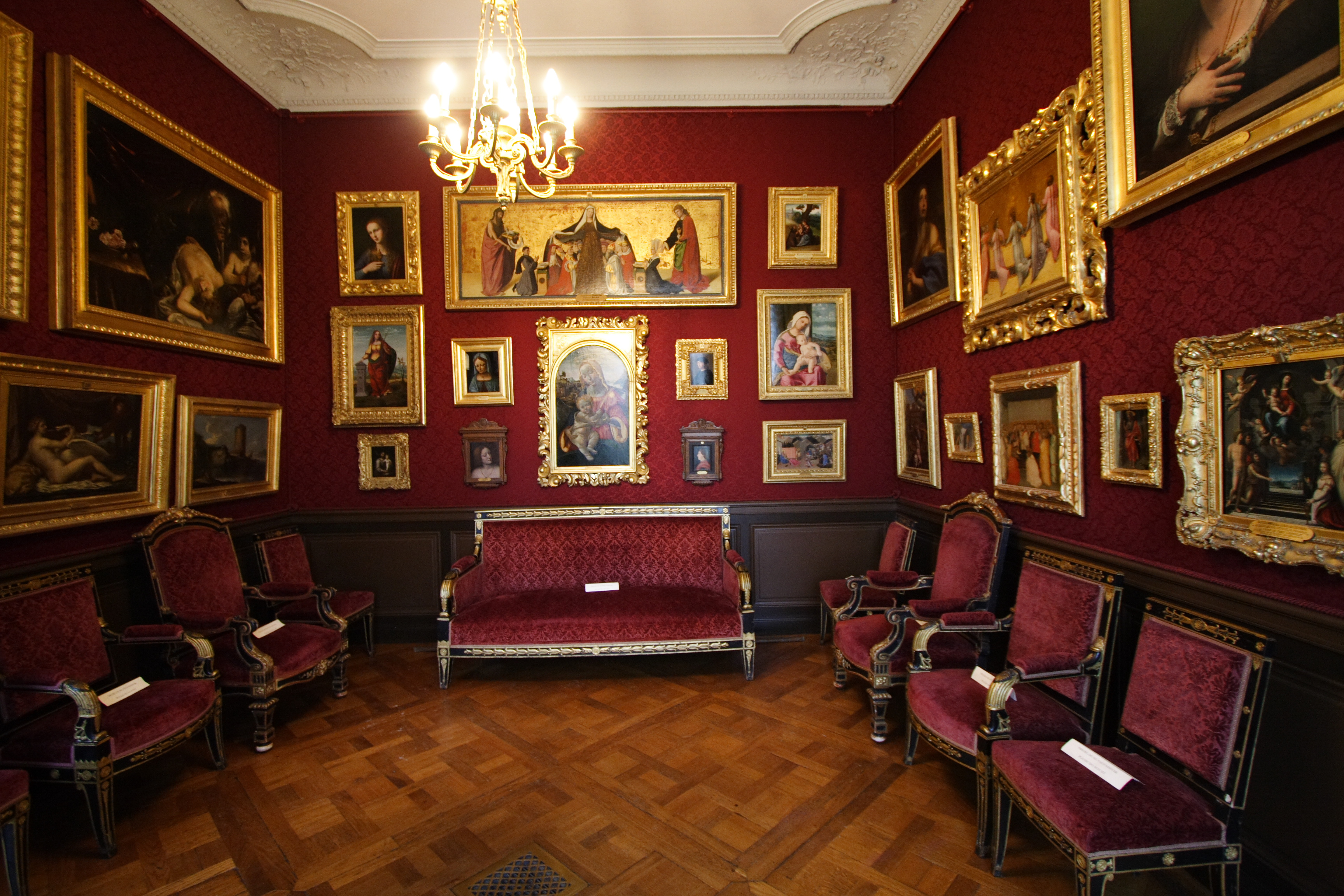
Картинна галерея
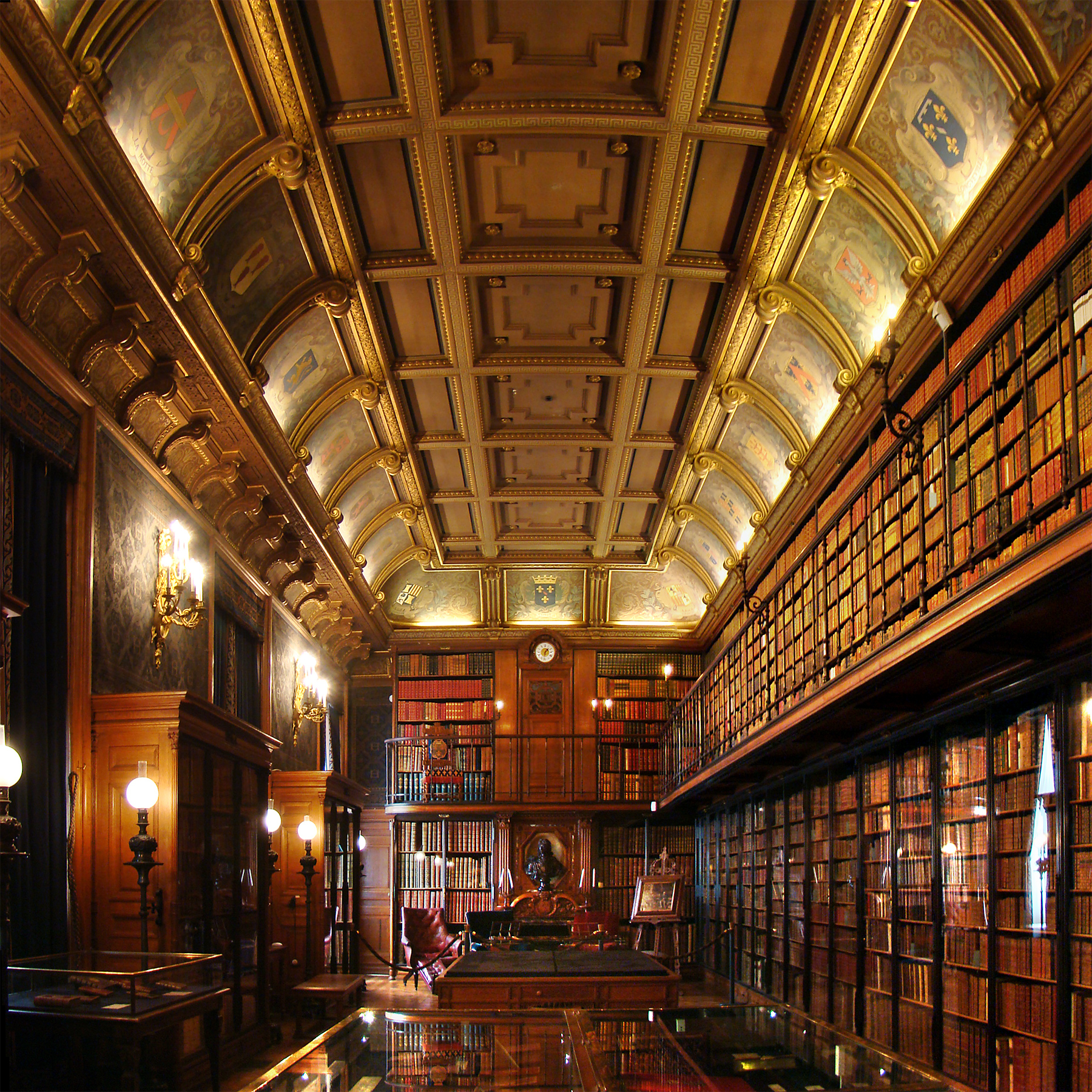
Бібліотека
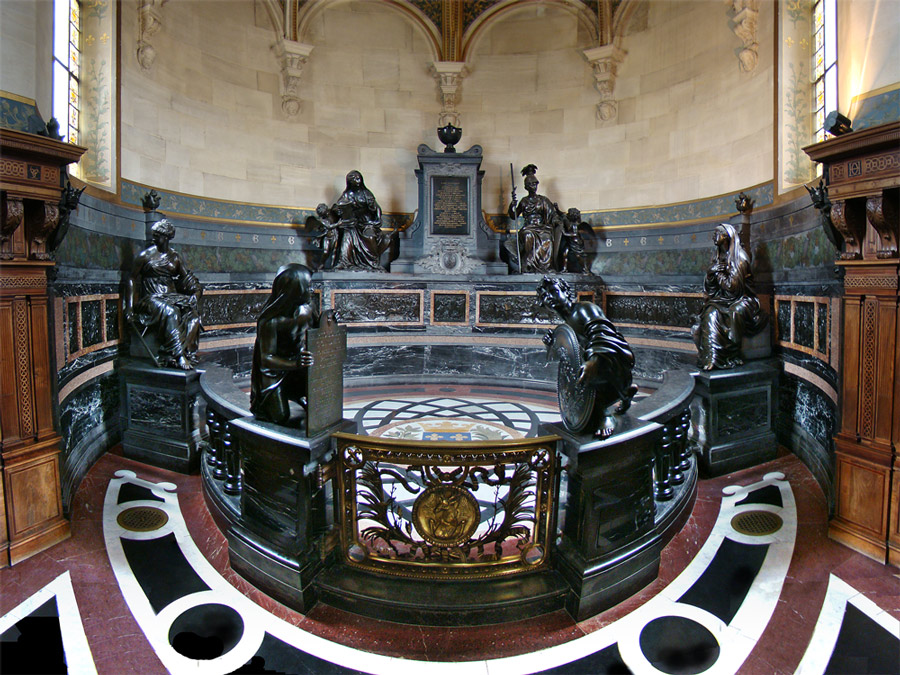
Каплиця
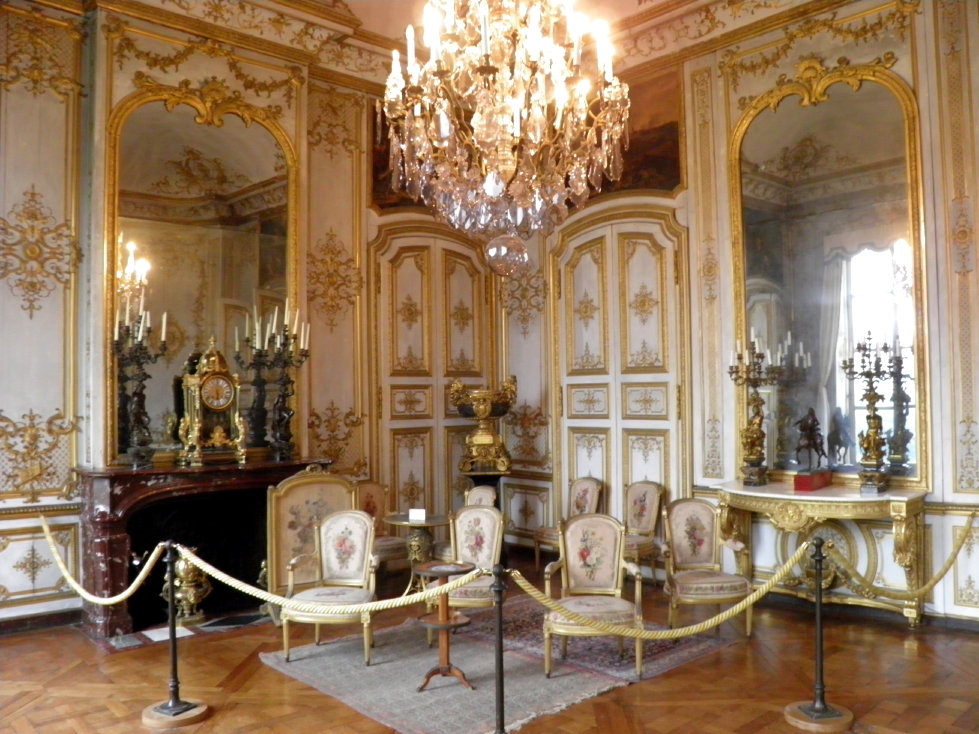
Кабінет принца Конде
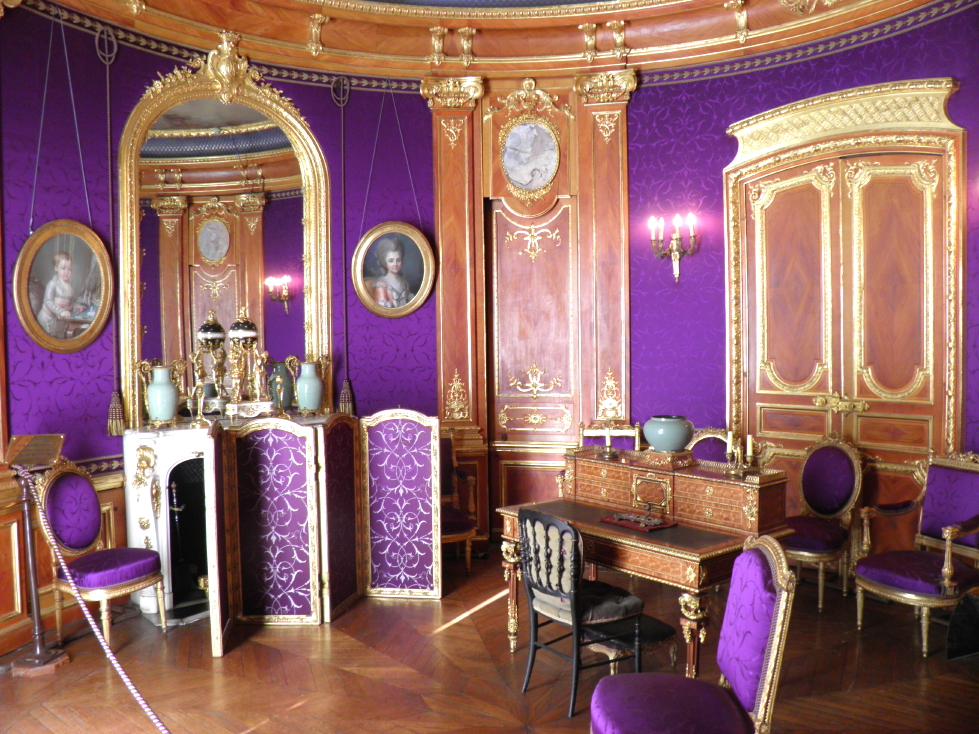
Фіолетовий салон

## Музей Конде
У замку Шантії розташована художня галерея, що зветься Музеєм Конде. Тут зібрана одна з найбільших після Лувру колекцій картин, більшість яких — французькі полотна та книжкові ілюстрації XV—XVI століть.
Серед картин Музею: «Заручення святого Франциска з бідністю» Сассетти, «Осінь» Боттічеллі, «Портрет Симонетти Веспуччі» П'єро ді Козімо, «Три грації» та «Мадонна з вуаллю» Рафаеля, «П'єта» Гверчіно, «Портрет Мольєра» П'єра Міньяра, «Лісовий концерт» Коро. Також є твори Антуана Ватто, фра Анджеліко, Філіппіно Ліппі, Ганса Мемлінга, Веронезе, Федеріко Бароччі, Аннібале Карраччі, Доменікіно, Франсуа і Жана Клуе, Сальватора Рози, Ніколя Пуссена, Філіппа де Шампаня, Ван Дейка, Гвідо Рені, Жана-Батіста Грьоза, Джошуа Рейнольдса, Ежена Делакруа, Енгра, Жеріко.
У бібліотеці Малого замку зберігається понад 1500 манускриптів і 17 500 книг, більш ніж 700 інкунабул та близько 300 середньовічних манускриптів, серед яких один аркуш Registrum Gregorii, Розкішний часослов герцога Беррійського, Псалтир Інгеборги та 40 мініатюр роботи Жана Фуке.

## Цікаві факти
- Саме в замку Шантії скоїв самогубство шеф-кухар принца де Конде Франсуа Ватель, дізнавшись, що риба, призначена для королівського бенкету, не зможе бути подана вчасно, через запізнення поставки.
- Від замку походить назва страви із збитих вершків «крем-шантії», яку приготував для Людовика XVI шеф-кухар Ватель.
- Великі стайні Шантії з'явилися на вимогу Людовика IV де Бурбон-Конде, який вважав, що після смерті стане конем і зажадав мати стайню, яка б личила його титулу.
- 30-31 липня 1994 року в замку, в рамках туру The Division Bell, дала два концерти рок-група Pink Floyd.
- Кожні два роки, в червні, в саду замку проводиться міжнародний чемпіонат феєрверків Nuits de Feu.
- У 2005 році в замку пройшло весілля Рональдо і топ-моделі Даніели Чікареллі. Вартість церемонії склала близько 700 000 євро.

## Замок Шантії у кінематографі
Через вишуканість архітектури та визначне місце в історії, замок Шантії слугував декорацією для багатьох фільмів, серед яких:
- «Вид на вбивство» (1985) — фільм з циклу про Джеймса Бонда, замок зображає оселю головного злодія Макса Зоріна.
- «Марія-Антуанетта» (2006)
- «Найдовший день» (1962)
- «Двоє на дорозі» (1967)
- «Прощавай, моя королево» (2012)
- «Молоді леви» (1958)
- «Відок» (2001)
- «Ватель» (2001)
- «Анжеліка і король» (1966)
- «Вальмон» (1989)